# Albert le loup
Cet article concerne la bande dessinée italienne. Pour la série télévisée d'animation italien, voir Lupo Alberto (série télévisée d'animation).

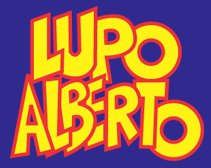
Albert le loup le logo en italienne

Albert le loup (italien: Lupo Alberto) est une bande dessinée italienne de Guido Silvestri (Silver) (Q).

## Description
Créée en 1973 par Silver, la bande dessinée Albert le loup a été publiée en France par Glénat en septembre 1986 . Albert (Alberto), un loup de la ferme McKenzie, aime Martha (Marta), une poule. Moïse (Mosè), un chien de berger, contrecarre les activités d'Albert.
La bande dessinée rencontre un vif succès auprès de la jeunesse italienne. Les programmes de prévention contre le SIDA du ministère de la santé (Ministero della Salute) du gouvernement italien utilisent les personnages et le concept de Albert le Loup.

## Série animée
Entre 1997 et 2002, une série animée de ce personnage a été créée. La série a eu deux saisons: la première entre 1997 et 1998 et la seconde en 2002. En France, seule la première saison a été diffusée, la seconde est encore inédite.